# Llau de la Solana de la Coma de l'Olla
La llau de la Solana de la Coma de l'Olla és una llau de l'antic terme d'Hortoneda de la Conca, actualment integrant del municipi de Conca de Dalt, al Pallars Jussà. És al vessant del poble d'Hortoneda, però més a prop del de Pessonada.
Es forma a 1.430 metres d'altitud, al vessant de ponent de l'extrem meridional de la Serra del Banyader, a migdia del Serrat de Ramanitxo, al sud-est de la Solana de la Coma de l'Olla. Des d'aquest lloc davalla cap a ponent, lleugerament decantada cap al nord, de forma paral·lela al serrat i a l'obaga esmentats, i s'aboca en la llau dels Tolls a la Coma de l'Olla.